# West Point (Monrovia)
West Point ist ein Stadtbezirk und Slum in der liberianischen Hauptstadt Monrovia. Die Einwohnerzahl betrug am Stichtag der letzten Volkszählung (2008) etwa 75.000 Einwohner.

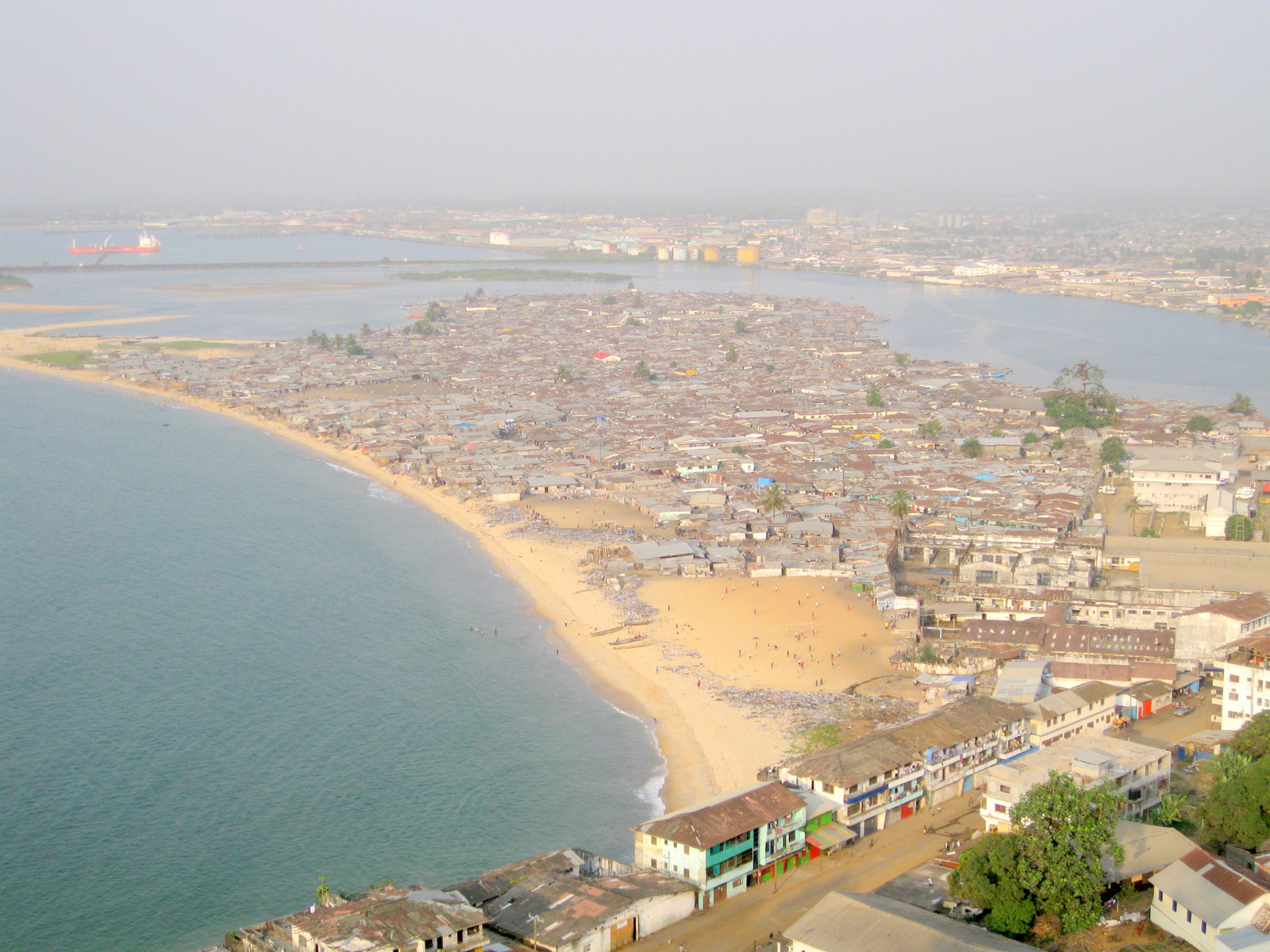

Der Ort befindet sich an der Mündung des Mesurado River in den Atlantik auf einer etwa einen Kilometer langen Halbinsel und entstand auf einer Barre, gebildet aus einer bis zu sieben Meter hohen Sanddüne, die zunächst von den Kru als Landeplatz für ihre Fischerboote genutzt wurde. Durch den 1943 begonnenen Bau einer Hafenmole wurde das Strömungsverhalten in der Bucht beeinflusst, seit etwa zehn Jahren werden an der Küstenlinie deutliche Veränderungen wahrgenommen, die auf einen Landverlust hindeuten.
Seit den 1970er Jahren wurde die rasch zunehmende Bevölkerung Monrovias als Prozess der Urbanisierung mit einer Wohnungsnot konfrontiert. Ärmere Bevölkerungsschichten wurden innerhalb der Stadt nach West Point, den zentral gelegenen Bereich der Hauptstadt, nahe dem Hauptmarkt und in Sichtweite des Hafens Freeport Monrovia, abgedrängt. Schlechte hygienische Verhältnisse in diesem Shantytown begünstigen den raschen Ausbruch von Infektionskrankheiten. Ein in den 1980er Jahren bewilligtes Projekt zum Aufbau von Klärwerken, Strom-, Trinkwasser- und Kanalisationsnetzen kam durch den Zusammenbruch des Landes im Bürgerkrieg nicht zur Ausführung – es existieren jedoch Stromanschlüsse, die Gassen werden in der Nacht beleuchtet, von Stromausfällen abgesehen. Während des Bürgerkrieges wurde West Point als sicheres Gebiet betrachtet, daher strömten Flüchtlinge aus dem Hinterland in diesen Stadtteil. Der auch als Slum bezeichnete Stadtteil besteht überwiegend aus Wellblechhütten, zwischen denen schmale, manchmal nur meterbreite Pfade verlaufen. Eine einzige Straße verläuft durch den Stadtteil nach Norden, an der auch eine öffentliche Schule, die M.V. Massaquoi School liegt. Der Sandstrand zwischen Atlantik und dem Fluss Mesurado im Norden der Halbinsel wird seit 2014 – wie das Ufer generell – als Kloake genutzt; in der Umgebung gibt es nur eine einzige reguläre Toilette. Bei Monsunregen stehen weite Teile der Hütten unter Wasser. Nach wie vor ist der Fischfang im Atlantik eine wesentliche Einkommensquelle der Bewohner.
Im August 2014 wurde West Point wegen der Ebola-Epidemie nach mehreren Todesfällen und einer gewaltsamen 'Befreiung' von 17 mit dem Ebolavirus infizierten Patienten aus einer in der Schule eingerichteten Isolierstation im Stadtteil abgeriegelt und am 19. August unter Quarantäne gestellt, um eine Ausbreitung der Viruserkrankung zu verhindern. Die Angreifer hatten bei der Plünderung der Krankenstation u. a. Bettlaken und Matratzen mitgenommen, die mit Körperflüssigkeiten der Erkrankten beschmutzt waren. Der Informationsminister von Liberia, Lewis Brown, hatte deswegen eine Ausbreitung der Seuche auf weitere Stadtteile befürchtet. Die Abriegelung führte zu wütenden Protesten der Bewohner, die Lebensmittelpreise hatten sich im Armenviertel über Nacht verdoppelt. Teile der Slumbewohner verleugneten die tödliche Ebolaerkrankung als Kampagne der Regierung unter Präsidentin Ellen Johnson Sirleaf, die damit an Hilfsgelder gelangen wolle. Schwer bewaffnete Soldaten und Polizisten wurden in den folgenden Tagen eingesetzt, mehrere Personen verletzt. Eine Barriere mit Stacheldrahtzaun wurde errichtet, Fischerboote und andere von der Coast Guard vom Verlassen des Stadtteils über das Meer abgehalten. Wegen hoher Lebensmittelpreise wurde eine Verteilung von Reis, Öl und anderen Nahrungsmitteln begonnen.